# Ustawa o gospodarstwach rolnych
Ustawa o gospodarstwach rolnych (ang. Homestead Act) – uchwalona przez Kongres Stanów Zjednoczonych ustawa z 1862 roku przyznająca każdemu obywatelowi, lub każdej innej osobie zamierzającej przyjąć amerykańskie obywatelstwo, 160 akrów (około 65 hektarów) niezamieszkanych ziem należących do państwa (a odebranych Indianom na mocy traktatów lub w drodze faktów dokonanych) i następnie możliwości ich kupna po nominalnej wartości po 5 latach ich zamieszkiwania. Ustawa jest jak do tej pory jedyną tak korzystną ustawą o osadnictwie (land act) w historii USA – już nigdy później warunki nie były tak korzystne: duża powierzchnia ziemi, preferencyjne ceny rozłożone na bardzo korzystne raty. Jednak korzystający z niej osadnicy mieli obowiązek służenia w armii Północy podczas wojny secesyjnej, co było głównym celem wydania aktu. Celem ubocznym ustawy miało być zasiedlenie zachodniej części kraju (Dziki Zachód), ekspansja terytorialna USA, asymilacja tubylczych plemion, rozwój farmerstwa, była to także odpowiedź na działalność freesoilerów.
Do 1900 roku na podstawie tej ustawy rozdano 80 milionów akrów ziemi, podzielonych na około 600 tysięcy działek.